# مجدي وهبة
مجدي وهبة (20 سبتمبر 1944 - 4 فبراير 1990 )، ممثل مصري.

## عن حياته
حصل على بكالوريوس المعهد العالي للفنون المسرحية عام 1967 وفي 1968 حصل على ليسانس آداب قسم علم نفس، كان نجماً سينمائياً وتليفزيونياً في ثمانينيات القرن الماضي وكثيرا ما برع في تجسيد دور ضابط الشرطة وخاصة ضابط مكافحة المخدرات.
من أشهر أعماله السينمائية «ضربة شمس»، «حادث النصف متر»، «علي بيه مظهر والأربعين حرامي»، «الوحل»، «عصر الحب»، «باب النصر»، «رجال لا يخافون الموت»، «أبناء وقتلة»، «بدور» وغيرها من الأعمال.
كما شارك «وهبة» في عدد من المسلسلات التليفزيونية، أبرزها «هند والدكتور نعمان»، «الورثة المحترمون»، «محمد رسول الله»، «الكعبة المشرفة»، والذي شارك في إنتاجه أيضا.
كما شارك في أعمال إذاعية قليلة مثل «برديس»، «رحلة العذاب»، «نزوات قاتلة»
توفي في 4 فبراير 1990 بقرية المشربية السياحية بالغردقة إثر هبوط حاد بالقلب وترددت شائعات كثيرة تُرجع سبب الوفاة إلى تعاطي جرعة زائدة من المواد المخدرة، على خلفية قضية سابقة تم اتهام «وهبة» بحيازة وتعاطي المخدرات وصدر فيها حكم بالبراءة قبل وفاته.
مجدي وهبة تزوج مرة واحدة وله ابنة تدعى منال مجدي وهبة.

## أعماله

### من المسلسلات
| - أحلام في الظهيرة: 1990 - الرجاء التزام الهدوء: 1989 - هاربات من الماضي: 1989 - الضابط - رقيب لا ينام: 1988 - المكتوب على الجبين: 1986 - عطش السنين: 1986 - خيوط العنكبوت:1985 - يوميات نائب في الأرياف: 1985 - هند والدكتور نعمان: 1984 - الخليل بن أحمد الفراهيدي: 1984 | - عمرو بن العاص: 1983 - عمرو بن العاص - محمد رسول الله (ج3): 1982 - ثلاثة في قطار: 1982 - مليون جنيه في العسل: 1981 - الكعبة المشرفة: 1981 - الوليد وخالد - عقبة بن نافع: 1980 - ليلى العفيفة: 1980 - الورثة المحترمون: 1980 - حمدي صابر النقلي - بلا خطيئة: 1980 - هي والمستحيل: 1979 - مصطفى - صاحب الجلالة الحب: 1978 - فوزي | - شاهد إثبات: 1978 - إبراهيم - ملك اليانصيب: 1973 - حسن - الخماسين: 1972 - أشياء لا ننساها: 1972 - الرحلة: 1970 - الفلاح: 1968 - البقية تأتي: 1966 - علاء - المفسدون في الأرض: - وسقطت أوراق الربيع: |

### من الأفلام
| - لعبة الانتقام: 1992 - علي - حنفي الأبهة: 1990 - خيري - شفاه غليظة: 1990 - رؤوف - المرشد: 1989 - مدير عام المباحث - باب شرق: 1989 - محمد طاهر بيه (وكيل النيابة - باب النصر: 1988 - داوود - رحلة المشاغبين: 1988 - نوع من الرجال: 1988 - روض الفرج: 1987 - من خاف سلم: 1987 - حسين شوكت كاظم بك - الفحامين: 1987 - حارة الطيبين: 1987 - المعلم خميس - الوحل: 1987 - مراد - الذكاء المدمر: 1987 - رمزي - نوارة والوحش: 1987 - ضابط النقطة وحيد - حارة الجوهري: 1987 | - أبناء وقتلة: 1987 - العقيد أحمد غانم - البريء والمشنقة: 1986 - الطبيب محمود علي الجندي - شاهين: 1986 - دخان بلا نار: 1986 - ابن تحية عزوز: 1986 - عصر الحب: 1986 - عزت - خيوط العنكبوت: 1985 - رأفت - علي بيه مظهر و 40 حرامي: 1985 - ممتاز بيه - الجريح: 1985 - كمال شكري - المطارد: 1985 - الفُللي - بنات إبليس: 1984 - غانم - عنئوب الدم: 1983 - المعلم عطوة - وداد الغازية: 1983 - حادث النصف متر: 1983 - د. مصطفى - المعتوه: 1982 - عادل زوج سناء | - أنا المجنون: 1981 - حامد - من الذي قتل هذا الحب: 1980 - الأشجار تموت واقفة: 1980 - ضربة شمس: 1980 - محسن - بذور الشيطان: 1980 - عصمت - آسفة أرفض الطلاق: 1980 - رشيد - لا يا أمي: 1979 - سليمان عبد الباري - يمهل ولا يهمل: 1979 - أيام العمر معدودة: 1978 - رحلة النسيان: 1978 - المرأة الأخرى: 1978 - عادل - رجل بمعنى الكلمة: 1978 - وكيل النيابة - ومن الحب ما قتل: 1978 - علاء - الشياطين: 1977 - - الشيطان يدق بابك: 1976 | - ليلة وذكريات: 1975 - على من نطلق الرصاص: 1975 - سامي عبد الرؤوف - بدور: 1974 - ميمو - الرداء الأبيض: 1974 - كمال - كلمة شرف: 1973 - ضابط - رجال لا يخافون الموت: 1973 - سمير - ليل وقضبان: 1973 - فؤاد - ولدي: 1972 - ضابط المباحث - سبع الليل: 1971 - الرائد /سمير - ثرثرة فوق النيل: 1971 - مِن عظماء الإسلام: 1970 - مقعد بجوار الشيطان: 1970 - أحمد - الشبكة - ملاك الحب |

### من المسرحيات
| - تزوير في أوراق عاطفية: 1989 - وش السعد: 1987 - الخوافين: 1987- حمدي - اديني عقلك: 1973 | - علي جناح التبريزي وتابعه قفة: 1969 - حادث القرن العشرين: 1968 - البيت القديم: - طالع نازل: | - شقة المراهقين: - ليلة رهيبة: - النسانيس: - حلم الحياة: |

### أخرى
| - برديس: 1977 - مسلسل إذاعي - أين حبي: - تمثيلية - الساعات الأخيرة: - سهرة تليفزيونية - ذات النطاقين: - سهرة تليفزيونية - رحلة العذاب: - مسلسل إذاعي | - حياة بلا شاطىء: - مسلسل إذاعي - بصمات على الطريق: - سهرة تليفزيونية - الإنسان والكلب: - فيلم قصير - نزوات قاتلة: - مسلسل إذاعي- الضابط عماد / وائل - الميراث: - سهرة تليفزيونية - أنور |

## روابط خارجية
- مجدي وهبة على موقع IMDb (الإنجليزية)
- مجدي وهبة على موقع الدهليز
- مجدي وهبة على موقع قاعدة بيانات الأفلام العربية